# اللص والإسكافي
اللص والإسكافي (بالإنجليزية: The Thief and the Cobbler) هو فيلم رسوم متحركة بريطاني أميركي-كندي، تم إنتاجه بالتعاون مع الفنان الكندي ريتشارد ويليامز. يشتهر هذا الفيلم بتاريخه الطويل المضطرب. بسبب التمويل المستقل والرسوم المتحركة المعقدة، كان اللص والإسكافي يدخل ويخرج من الإنتاج لأكثر من ثلاثة عقود. تم وضعه في النهاية في الإنتاج الكامل في عام 1988 عندما وافق وارنر براذرز على تمويل وتوزيع الفيلم.انهارت المفاوضات عندما تجاوز الإنتاج الميزانية.انسحب وارنر براذرز وانتفت شركة سندات الانتهاء من الفيلم. أَعيد تحرير الفيلم وإعادة هيكلته من قبل المنتج فريد كالفرت دون مشاركة وليامز، وأفرج عنه في أستراليا وجنوب أفريقيا باسم الأميرة وكوبلر في عام 1993؛ بعد عامين، أصدرت شركة أفلام ميراماكس، وهي شركة تابعة لشركة ديزني، نسخة أكثر دقة من الفيلم في أمريكا الشمالية تحت عنوان «فارس عربي».

## القصة
يفتح الفيلم مع راوي يصف مدينة مزدهرة تسمى المدينة الذهبية، يحكمها الملك «نود» النائم وتحميها ثلاث كرات ذهبية فوق أعلى مئذنة. ووفقًا لنبوة ما، فإن المدينة ستقع في سباق من الوحوش الحربية، ذات العين الواحدة، والمعروفة باسم «ذوي العيون الواحدة»، إذا تمت إزالة الكرات، ولا يمكن إنقاذها إلا من خلال «أبسط روح واصغرها في المدينة».يعيش في المدينة تكتيك الإسكافي «تاك» ذو القلب الطيب، وسمي بهذا الاسم نسبة إلي زوج المسامير المنتشرة في فمه، ولص غير ناجح.
عندما يتسلل اللص إلى منزل تاك، يتقاتل الاثنان، اللص وتاك، مما يتسبب في سقوط مسامير تاك في الشارع. زيجزاج، الوزير الكبير للملك نود، يخطو على أحد المسامير وامر بالقبض علي تاك بينما اللص هرب تم إحضار تاك امام الملك نود وابنته الأميره يوميوم. قبل أن يتمكن زيجزاج من إقناع نود بإعدام تاك بقطع رأسه، تقوم يام-يام بحفظ تاك من خلال كسر أحد فردتي حذائها وطلب من تاك إصلاحها. أثناء التصليحات، ينجذب تاك ويوميوم إلى بعضهما البعض بشكل متزايد، إلى حد إثارة غيرة زجزاج، الذي يخطط للسيطرة على المملكة من خلال الزواج من الأميرة. في هذه الأثناء، يلاحظ اللص الكرات الذهبية فوق المئذنة ويقرر سرقتها. بعد اقتحام القصر من خلال الحضيض، يسرق اللص الحذاء الذي تم إصلاحه من قِبل تاك، مما دفع الإسكافي لمطارده من خلال القصر.عندما أعاد تاك الحذاء، اصطدم التاك مع زجزاج، الذي يلاحظ أن الحذاء تم تصليحه ويأمر بوضع تاك في الزنزانة.
في صباح اليوم التالي، نود لديه رؤية لتدمير المدينة الذهبية من جانب ذوي العيون الواحده. بينما يحاول زيجزاج إقناع نود بأن المملكة بأمان، يسرق اللص الكرات بعد عدة محاولات فاشلة، فقط ليخسرها لتوابع زجزاج. يهرب تيك من زنزانته مستخدمًا أدواته المرصوفة أثناء الذعر الذي أعقب ذلك. نود يلاحظ اختفاء الكرات الذهبيه عندما يحذرهم جندي مصاب بجروح قاتلة من غزومن ذوي العين الواحدة. يحاول زجزاج استخدام الكرات المسروقة لابتزاز الملك ليسمح له بالزواج من الأميره يوميوم.عندما رفضه نود، اعطي زجزاج الكرات الذهبيه إلي واحد من ذوي العيون الواحده للانتقام منه.
ارسل نود يوميوم وممرضتها وتاك لطلب المساعدة من «الساحرة القديمة المقدسة» في الصحراء. َتبعهم سراً اللص الذي يسمع عن الكنوز في الرحلة لكنه يفشل في سرقة أي منها. في الصحراء، يكتشفون فرقة من اللصوص المنهكة، يقودها الرئيس روفليس، الذي جنده حراس يوميوم الشخصيين. وصل تاك والأميره إلى البرج المصنوع يدويًا حيث تعيش الساحره، وبعد أن تتفوق الساحرة على نفسها، تتعلم أن تك تنبأ لإنقاذ المدينة الذهبية.عادت الشخصيات الأساسيه إلي المدينة للبحث عن آله الحرب الضخمه التي تستخدم لقتال ذوي العيون الواحده. بتزكر اللغز الساحر، ايطلق «تاك» ضربه في وسط العدو، مما اثار رد فعل سلسلة غولدبرغ-إسكيمو الذي يستطيع تدمير جيش من ذوي العين الواحدة بأكمله. حاول زيجزاج الهروب، لكنه خَطَى على غصن شجره والذي أدي إلى سقوطه في حفرة حيث أُكِلَ على قيد الحياة من التماسيح ونسره البطيء السمان. يسرق اللص، متجنباً العديد من حالات الموت، الكرات الذهبية من الآلة المنهارة، فقط ليأخذها منه تاك. مع استعادة السلام وتحقيق النبوءة، تحتفل المدينة بالنصر كما تزوج تاك ويوميوم. ينتهي الفيلم مع اللص وهو يسرق بكرة الفيلم ويهرب.

## التغييرات التي أجريت في الإصدارات اللاحقة
- الأميره وتاك (صانعو الأفلام المتحالفه 1993)

اختلف صانعو أفلام الحلفاء اختلافاً كبيراً عن بصمة وليامز. تمت إضافة أربعة أرقام موسيقية، وكان الفيلم في الأصل لا يحتوي على ايا منها. قد تم قطع العديد من المشاهد: تتكون في المقام الأول من مشاهد تنطوي على اللص، وأبرزها محاولته سرقة الزمرد وتهربه من عقوبة الإعدام لاحقًا كان لسرد العمل رواية فقط في البداية بواسطة صوت. تمت إضافة بعض حبكات جانبيه؛ في واحدة، تعبت يوميوم من عيش حياة «روعة ملكيّة»، وتود أن تثبت قيمتها لوالدها. وترى وحدة فرعية أخرى أن الممرضة لا تحبذ في البداية «تاك»، وتوبخ «يوميوم» لإيواء مشاعر رومانسية له، ولكن الاحترار له في وقت لاحق.
- فارس عربي (ميراماكس، 1995)

يشمل قطع ميراماكس جميع التغييرات التي تم إجراؤها في مصنعي «صناع الأفلام المتحالفة». بالإضافة إلى ذلك، تم إعطاء العديد من الشخصيات البكمية السابقة أصواتًا، وأبرزها اللص، الذي يروي كل مشاهده على شكل مونولوج داخلي. يشار إلى المدينة الذهبية الآن باسم بغداد. وقد أزيلت معظم المشاهد التي تضم النساء العبيد الأقوياء. تم إزالة التسلسل الذي تتيميز به الساحرة تماما. يتم قطع وفاة أحد الأشخاص من ذوي العين الوواحده.
- قطع مترفه (2006، 2007، 2013)

غالبًا ما تتبع أعمال ترميم غاريت جيلكريست لورقة عمل ريتشارد ويليامزعن كثب، على الأقل في نيتهم، باستخدام معظم مسارها الصوتي الأصلي وتحريره. من أجل تقديم فيلم أكثر اكتمالاً، أضاف جلشرست موسيقى إضافية (بعضها من الإصدارات التي تم إصدارها) وتأثيرات صوتية، كما شمل لقطات منتهية لا تظهر في حالة منتهية في ورقة العمل، سواء مأخوذة من الإصدارات التي تم إصدارها أو من إصدارات أخرى مصادر نادرة. معظم تغييرات القصة التي قام بها كل من فرد كالفرت وميراماكس غير موجودة، ولكنها تتضمن بعض المشاهد أو التعديلات البسيطة من كالفرت فقط، إما كأثر جانبي لاستخدام لقطات كالفرت كبدائل للمشاهد غير المكتملة في العمل أو جيلشرست شعر أن هذه المشاهد كانت مفيدة في المؤامرة. لهذا السبب، لا يشير جيلكريست إلى تعديله كـ «مخرج المدير».
| الشخصيات            | نسخه اصليه (اللص والإسكافي) | إصدار صناع الأفلام المتحدين (الأميرة والإسكافي) | نسخة ميراماكس (فارس عربي) |
| ------------------- | --------------------------- | ----------------------------------------------- | ------------------------- |
| زجزاج الأكبر الوزير |                             | فنسنت برايس                                     | فنسنت برايس               |
| تاك الإسكافي        | غير معروف (سطر واحد فقط)    | ستيف ليفلي                                      | ماثيو برودريك             |
| الراوي              | فيليكس ايلمر                | ستيف ليفلي                                      | ماثيو برودريك             |

## روابط خارجية
- اللص والإسكافي على موقع IMDb (الإنجليزية)
- اللص والإسكافي على موقع روتن توميتوز (الإنجليزية)
- اللص والإسكافي على موقع بوكس أوفيس موجو (الإنجليزية)
- اللص والإسكافي على موقع قاعدة بيانات الفيلم (الإنجليزية)
- اللص والإسكافي على موقع ليتربوكسد (الإنجليزية)